# Jimmy the C
Jimmy the C ist ein US-amerikanischer knetanimierter Kurzfilm von Jimmy Picker aus dem Jahr 1977.

## Handlung
Präsident Jimmy Carter sitzt nachts am Schreibtisch des Weißen Hauses. Der Mond scheint und Jimmy Carter beginnt, Georgia on My Mind zu singen, wobei er von singenden Erdnüssen musikalisch unterstützt wird. In seinen Gedanken wird er vom Mond umarmt und trifft später auf die grüne Georgia, die den Umriss des Bundesstaates hat. Beide trinken Wein. Am Ende sitzt Jimmy erneut am Schreibtisch des Weißen Hauses und ist traurig.

## Produktion
Jimmy the C wurde als Knetanimation realisiert und 1977 veröffentlicht. Die Knet-Karikatur von Jimmy Carter singt im Film Georgia on My Mind, wobei der Gesang von Ray Charles stammt.

## Auszeichnungen
Jimmy the C wurde 1978 für einen Oscar in der Kategorie „Bester animierter Kurzfilm“ nominiert, konnte sich jedoch nicht gegen Le château de sable durchsetzen. Es war die erste von zwei Oscarnominierungen für Jimmy Picker, der den Preis 1984 für den ähnlich konzipierten Kurzanimationsfilm Sundae in New York erhielt.